# Dmitrij Andrejevics Vaszilenko
Dmitrij Andrejevics Vaszilenko, oroszul: Дмитрий Андреевич Василенко (Cserkesszk, 1975. november 12. – Franciaország, 2019. november 4.) olimpiai bajnok orosz tornász.

## Pályafutása
Az 1996-os atlantai olimpián aranyérmet szerzett orosz válogatott tagja volt. Az 1997-es lausanne-i világbajnokságon bronzérmet szerzett társaival a csapatversenyben.
Visszavonulása után Franciaországban lett edző. 2008-ban ALS-t diagnosztizáltak nála.

## Sikerei, díjai
- Olimpiai játékok
  - aranyérmes: 1996, Atlanta – csapat
- Világbajnokság
  - ezüstérmes: 1994, Dortmund – csapat[5]
  - bronzérmes: 1997, Lausanne – csapat
- Európa-bajnokság[6]
  - aranyérmes: 1996, Koppenhága – csapat
  - ezüstérmes: 1994, Prága – talaj[7]
  - ezüstérmes: 1994, Prága – csapat